# ピーター・エイブラハムズ

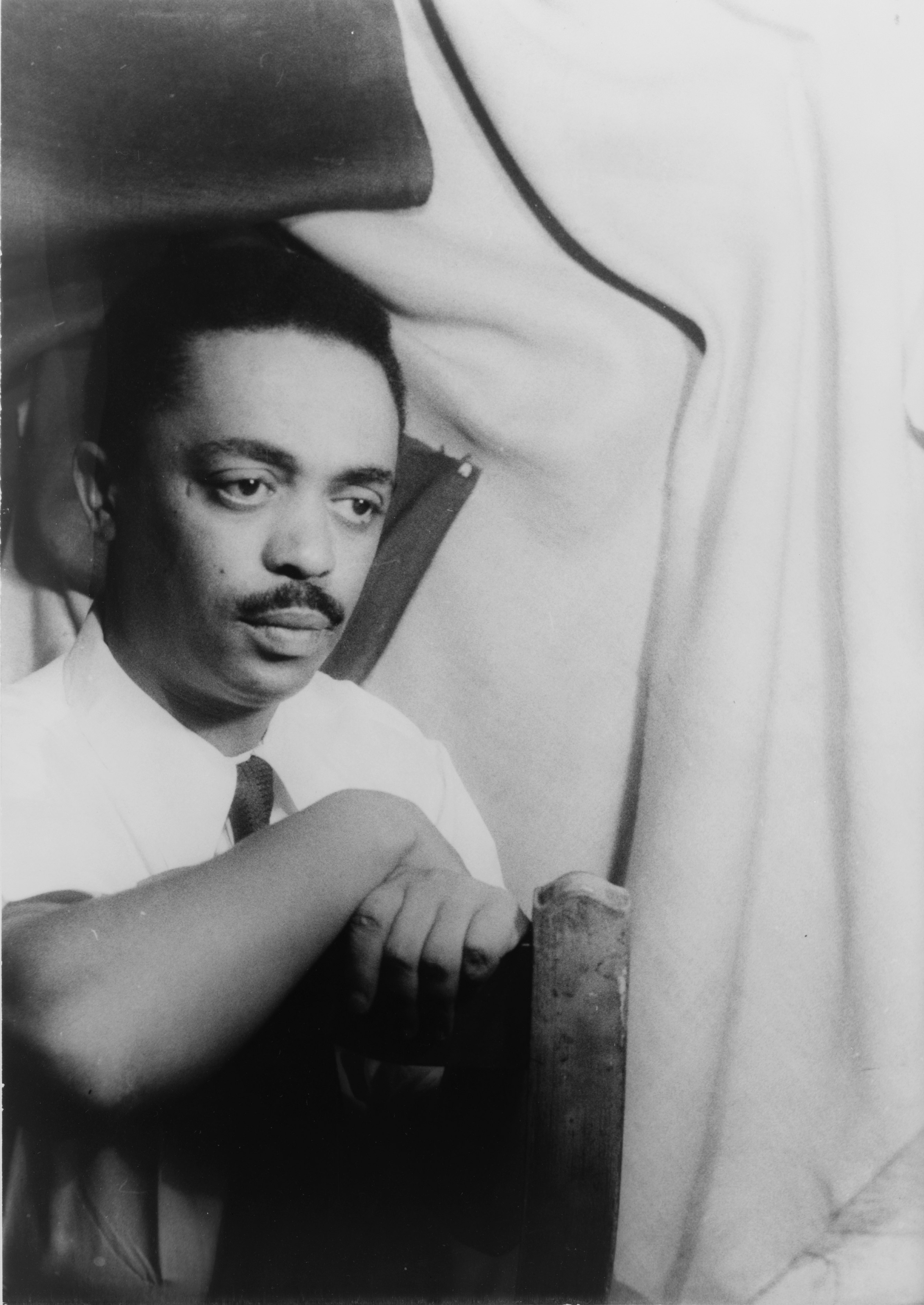
1955年、カール・ヴァン・ヴェクテン撮影

ピーター・エイブラハムズ（英: Peter (Henry) Abrahams、1919年3月3日 - 2017年1月18日）は、南アフリカ共和国の小説家。同名のアメリカ人小説家（1947-）がいる。
父はエチオピア出身、母は南アフリカのカラードで、ヨハネスブルク郊外のフレデロープに生まれた。1939年に祖国を後にし、イギリスのエセックス州ルートンに妻とともに暮らす。この間、ジョモ・ケニヤッタなどの黒人運動家や黒人作家と親交を持った。1956年にジャマイカに移民。
南アフリカを代表する作家のひとりで、人種差別などの政治的・社会的問題を扱ったものが多い。1946年の長編Mine Boyで脚光を浴び、1954年には自身のアパルトヘイト体験を織り込んだ回顧録Tell Freedomを刊行。This Island Nowでは、カネと権力を人々の最も必要とする分野に向けさせる方法を述べている。

## 著作
- Mine Boy (1946)
- The Path of Thunder (1948)
- Wild Conquest (1950)
- Tell Freedom (1954)
- A Wreath for Udomo (1956)
- A Night of Their Own (1965)
- This Island Now (1966)
- The View from Coyaba (1985)
- The Coyaba Chronicles: Reflections on the Black Experience in the 20th Century (2000)